# Various Positions
Various Positions é o sétimo álbum de estúdio do canadense Leonard Cohen, foi lançada em 11 de dezembro de 1984 no Canadá e fevereiro de 1985 nos Estados Unidos.

## Lista de faixas
Lado A
1. "Dance Me to the End of Love" – 4:38
2. "Coming Back to You" – 3:32
3. "The Law" – 4:27
4. "Night Comes On" – 4:40

Lado B
1. "Hallelujah" – 4:36
2. "The Captain" – 4:06
3. "Hunter's Lullaby" – 2:24
4. "Heart With No Companion" – 3:04
5. "If It Be Your Will" – 3:43

## Paradas musicais
| País/Parada (1984–85)                 | Melhor posição |
| ------------------------------------- | -------------- |
| Austrália (ARIA)                      | 52             |
| Áustria (Ö3 Austria Top 40)           | 18             |
| Canadá (RPM)                          | 60             |
| Países Baixos (Dutch Charts)          | 12             |
| Alemanha (Offizielle Deutsche Charts) | 43             |
| Nova Zelândia (RMNZ)                  | 33             |
| Noruega (VG-lista)                    | 3              |
| Suécia (Sverigetopplistan)            | 12             |
| Suíça (Schweizer Hitparade)           | 17             |
| Reino Unido (UK Albums Chart)         | 52             |